# Дихальний коефіцієнт
Ди́хальний коефіціє́нт (ДК)— це відношення об'єму виділеного організмом вуглекислого газу до об'єму спожитого за той же час кисню.
Поживні речовини
Дихальний коефіцієнт
Енергетичний еквівалент (кДж/л О2)
Вуглеводи
1,00
21,1
Жири
0,70
19,6
Білки
0,81
18,8
Іноді для визначення поживних речовин, що беруть участь в обміні речовин, використовують дихальний коефіцієнт, який визначається як відношення об’єму виділеного вуглекислого газу до об’єму поглиненого кисню: ДК = V(CO2) /V(O2)= виділення СО2/споживання О2
Поняття дихального коефіцієнта ввів у фізіологію російський учений Ю. С. Лондон. Він же й обчислив його значення для різних поживних речовин.
Значення дихального коефіцієнта дещо збільшується під час тривалої м’язової роботи малої та середньої інтенсивності та різко зростає до 2,0 і більше, якщо робота короткочасна, але дуже інтенсивна. Максимальне значення підтримується не тільки під час роботи, а й ще деякий час після її закінчення. Це зумовлено високою концентрацією йонів Гідроґену в крові, які збуджують дихальний центр, що приводить до посиленого виділення вуглекислого газу, у той час як поглинання кисню різко знижується через зменшення кровотоку. Під час інтенсивної м’язової роботи у тренованих людей спостерігається нижче значення дихального коефіцієнта, ніж у нетренованих.
Перетворення енергії в живих організмах підкоряються тим самим законам термодинаміки, які діють у неживій природі. Таким чином, організм людини, як і будь-якої тварини, є відкритою саморегульованою та самовідтворювальною системою, що обмінюється з довкіллям речовиною та енергією.